# Joseph Zen Ze-kiun
Joseph Zen Ze-kiun, S.D.B. (Xangai, 13 de janeiro de 1932) (Chinês tradicional: 陳日君樞機, Pinyin: Chén Rìjūn) é um cardeal católico chinês, bispo-emérito de Hong Kong.

## Biografia
Ele cresceu em um bairro pobre da periferia de Xangai, onde quando menino gostava de ir em família a uma igreja salesiana no topo de uma colina nos arredores da cidade. Ingressou na Sociedade São Francisco de Sales de São João Bosco (Salesianos) no noviciado de Hong Kong. em 16 de agosto de 1949 fez seus primeiros votos e em 16 de agosto de 1955, os votos solenes dos Salesianos. Ainda estudou teologia em casas de estudo salesianas em Turim, na Itália, onde em 11 de fevereiro de 1961 foi ordenado padre por Maurilio Fossati, arcebispo de Turim. Estudou também na Pontifícia Universidade Salesiana de Roma, conquistando a licenciatura em teologia e doutorado em filosofia.
Retornou a Hong Kong e ocupou diversos cargos nas comunidades salesianas daquela cidade, como professor do Seminário de Hong Kong até 1973, inspetor de sua congregação, presidente da Associação dos Superiores Maiores, Superior Provincial dos Salesianos para a China "externa", ou seja, Hong Kong, Macau e Taiwan, entre 1978 e 1983. Também foi professor em seminários da Igreja oficial e clandestina em várias áreas da China, de 1983 a 1996.
Eleito bispo-coadjutor de Hong Kong (Xianggang) em 13 de setembro de 1996, foi consagrado em 9 de dezembro, na Catedral da Imaculada Conceição de Hong Kong, pelo cardeal John Baptist Wu Cheng-chung, bispo de Hong Kong, assistido pelo cardeal Peter Seiichi Shirayanagi, arcebispo de Tóquio, e por Charles Asa Schleck, arcebispo-titular da África, secretário da Congregação para a Evangelização dos Povos. Sucedeu como Bispo de Hong Kong em 23 de setembro de 2002.
Em 22 de fevereiro de 2006, foi anunciada a sua criação como cardeal pelo Papa Bento XVI, no Consistório de 24 de março, em que recebeu o barrete vermelho e o título de cardeal-presbítero de Santa Maria Mãe do Redentor em Tor Bella Monaca.
Em 15 de abril de 2009, o Papa Bento XVI aceitou sua renúncia ao governo pastoral da diocese de Hong Kong em conformidade com o cânon 401, §1, do Código de Direito Canônico. Ele é um dos cardeais que celebrou a missa tridentina após a Reforma litúrgica.
Ficou conhecido pelas suas posições firmes em assuntos relacionados com a defesa dos direitos humanos, da liberdade política e da liberdade religiosa, o que lhe valeu as críticas do Partido Comunista da China. É um crítico ferrenho da atual atuação da Igreja frente a renovação da Concordata entre a Santa Sé e a China.

## Conclaves
- Conclave de 2013 - não participou da eleição de Jorge Mario Bergoglio como Papa Francisco, pois perdeu o direito ao voto em 13 de janeiro de 2012.